# Acontia titania
Acontia titania is een vlinder uit de familie uilen (Noctuidae). De wetenschappelijke naam is voor het eerst geldig gepubliceerd in 1798 door Eugen Johann Christoph Esper.
De soort komt voor in Europa.